# Kaple Panny Marie (Panské Pole)
Kaple Panny Marie je římskokatolická kaple v Panském Poli. Někdy je uváděna jako kaple Panny Marie v Údolíčku podle místního názvu nebo je uváděna lokace Hanička. Je chráněna jako kulturní památka České republiky.. Památkově chráněná je od 19. 4. 2011. Není ve vlastnictví církve, ale města Rokytnice v Orlických horách.

## Historie
Kaple byla postavena v roce 1868. Rekonstrukce byla provedena v letech 1999-2000 díky darům bývalých německých obyvatel z Panského Pole a okolí, Česko-německého fondu budoucnosti a města Rokytnice v Orlických horách, jak je uvedeno na pamětní desce na kapli. Po rekonstrukci byla v roce 2000 vysvěcena královéhradeckým biskupem Karlem Otčenáškem.

## Interiér
Z bezpečnostních důvodů je část mobiliáře uchovávána na jiném místě.

## Bohoslužby
Bohoslužby by měly být pořádány příležitostně.